# Edward Żółtowski (pułkownik)
Edward Żółtowski (ur. 3 lutego 1920 w Żołnowie, zm. 5 lipca 2005 w Warszawie) – pułkownik ludowego Wojska Polskiego, doktor habilitowany nauk wojskowych, wieloletni wykładowca Akademii Sztabu Generalnego WP, redaktor naczelny periodyku Myśl Wojskowa.

## Życiorys
Urodził się w rodzinnym majątku w Żołnowie w powiecie Nieszawa. Jego ojcem był Franciszek Żółtowski, mamą – szlachcianka Helena Żółtowska z rodu Skibińskich.
Uczęszczał do szkoły podstawowej i ogólnokształcącej w Konecku i jeszcze przed II wojną światową uzyskał maturę. 
W 1939 roku został powołany do Wojska Polskiego. Był uczestnikiem wojny obronnej, a dowodzony przez niego pluton brał udział w walkach z niemieckim najeźdźcą w rejonie Torunia, Włocławka, Kutna i w Łasku. Po klęsce wrześniowej działał wraz ze starszym bratem w partyzantce.
W 1945 wstąpił do ludowego Wojska Polskiego, brał udział w walkach o Berlin. W drodze powrotnej z Berlina został skierowany w okolice Szczecina gdzie dowodził plutonem moździerzy, a następnie kompanią 41 pułku piechoty 12 Dywizji Piechoty, w 1946 roku uzyskał pierwszy stopień oficerski podporucznika. W 1947 rozpoczął studia w Akademii Sztabu Generalnego w Rembertowie. Dyplom ukończenia ASG WP uzyskał w sierpniu 1952 roku. Przez kolejne 23 lata służby poświęcił się działalności naukowo-badawczej w ASG WP. Był między innymi starszym pomocnikiem szefa Oddziału Naukowo-Badawczego uczelni, a następnie pracował na stanowisku docenta – zastępcy szefa Oddziału Naukowego ASG WP. W 1958 roku otrzymał tytuł oficera dyplomowanego. Stopień pułkownika WP otrzymał 1962 roku.
W 1962 roku uzyskał tytuł doktora nauk wojskowych, broniąc pracę doktorską pod tytułem Zaskoczenie w II wojnie światowej, a następnie otrzymał stopień doktora habilitowanego nauk wojskowych. Na podstawie pracy doktorskiej napisał książkę Zaskoczenie w wojnie współczesnej. W 1975 roku został przeniesiony do Sztabu Generalnego WP i został powołany na stanowisko redaktora naczelnego redakcji czasopisma Myśl Wojskowa oraz Biuletynu Informacyjnego Sztabu Generalnego WP. Funkcję redaktora naczelnego pełnił do czasu odejścia na emeryturę 23 stycznia 1985 roku. Po przejściu w stan spoczynku pracował nadal na stanowisku starszego specjalisty w Sztabie Generalnym WP i pracownika naukowo-badawczego Instytutu Badań Strategiczno-Obronnych Akademii Sztabu Generalnego WP. Był autorem kilku książek i wielu artykułów o tematyce wojskowej. 
Pochowany został w asyście kompanii honorowej Wojska Polskiego na Cmentarzu Północnym na Wólce Węglowej.

## Odznaczenia
- Order Sztandaru Pracy II klasy (1983)
- Krzyż Kawalerski Orderu Odrodzenia Polski (1968)
- Brązowy Medal „Zasłużonym na Polu Chwały”
- Medal „Za udział w wojnie obronnej 1939”
- Medal „Za udział w walkach o Berlin”
- Medal Komisji Edukacji Narodowej